# 皿鉢料理

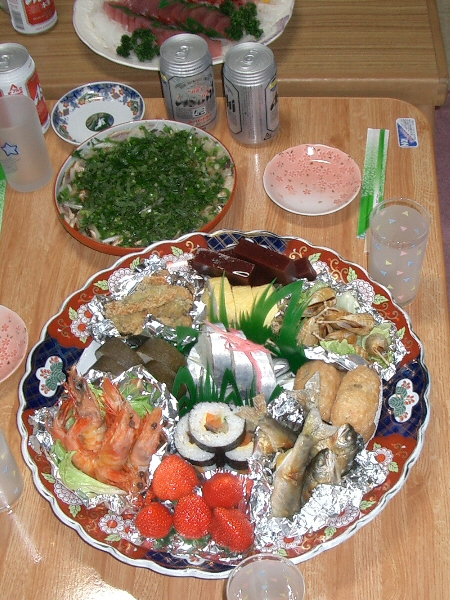
大皿には鯵の姿鮨と四万十の鮎、羊羹、果物など。小さい方には緑の薬味に覆われたカツオのたたき

皿鉢料理（さわちりょうり）とは高知県の郷土料理である。また近年では、大ぶりの皿に刺身などを盛り合わせた宴席料理を指して「皿鉢料理」と言う場合もある。

## 料理としての起源
農耕儀礼として行われていた五穀豊穣の祈願祭や収穫を感謝する収穫祭には、神前に様々な食材が供えられた。神事の後それら供えられていた食材をおろし、御厨（みくりや）などで神饌として調進した。できあがった料理は神に供えられるだけでなく、神事に参加した者も共に分かち合って食べた。この神と人が共食する酒宴を直会（なおらい）と言い、神と人が共に嘗め合う神事の一つであり、重要な儀式とされていた。こういった伝統を受け継ぐ料理は、明治の中頃まで鉢盛り料理や盛り鉢料理とも言われ、日本全国に残っていた。

## 皿鉢（サハチ）の由来
皿鉢とは皿と鉢の中間的な形態のものを指す。皿鉢は「さわち」以外にも、サハチ、サアチ、サラチ、サーチとも言われている。現代の皿鉢の源流である器は室町時代から作られていた。当時の器は比較的深みのある高坏で、浅鉢・深鉢・大皿・大鉢など器に合った名称で呼ばれていた。それらの器が皿鉢と総称され始めたのは江戸時代だと考えられている。土佐藩（現在の高知県）の禁令などに「砂鉢」や「皿鉢」と記されており、その他「佐波知」や「沙鉢」と当て字された記録もある。

### 器の種類
形状は円形ばかりでなく、小判型や矩形など様々で料理に合わせて使用されている。9寸（約27センチ）程度の小ぶりな器もあるが、今日では活け作り以外の皿鉢では一尺三寸（39センチ）がほぼ標準となっている。あまり小さな器は皿鉢と言わなくなっているものの、明確な区分は設けられていない。
皿鉢の大きさ
- 一尺二寸（36センチ）
- 一尺三寸（39センチ）
- 一尺五寸（45センチ）
- 一尺八寸（54センチ）
- 二尺（60センチ）
- 二尺三寸（69センチ）
- 三尺（90センチ）

三尺を越える大皿は非常に高価で、料理には用いられず家宝的な扱いとなっているものもある。
また、食卓が普及してからはそれに並べられる事が多い皿鉢だが、かつては皿鉢一枚ずつを「物据（ものすえ）」という皿鉢専用の塗り物の台に置いて座敷に並べられていた。

## 皿鉢料理の歴史
神事の際の儀式食が発展した皿鉢料理は、日常に食べるものではなく行事食であり「晴れ食」であった。旧家の日記や目録には江戸時代の行事食の献立として皿鉢と記されたものが散見できる。当時は正式な儀式食である本膳料理の前後に供されていたようで、宴を彩るため、あるいは格式張らない宴席のために用いられたと考えられている。
ただ、江戸時代は「剛健質素」を藩是とした土佐藩の藩政下にあり、延宝2年(1674年)、延享5年(1748年)、明和5年(1768年)、安政4年(1857年)には、売買と使用を禁止する藩令も出されており、皿鉢は贅沢品と見なされ庶民には無用の物とされていた。当時の記録にある皿鉢料理は、武家をはじめ豪商や豪農など一部の階級の者の宴席料理であったと言う指摘もある。
明治時代になると皿鉢の売買も自由になり、封建的な身分制度の廃止も伴って皿鉢料理は庶民にも浸透し、大きく発展した。現代の皿鉢料理に見られるような、何種類もの食材を盛り合わせた「組み物」や、盛り数を「七、五、三」の奇数にするといった形式は、この時代に始まったと言われている。また、明治中期頃には皿鉢料理の仕出し屋の草分けとも言える店舗が構えられた。明治から大正にかけての仕出し店は、仕入れた魚を持って得意先を回り、家々で皿鉢料理を作るといったものだったが、大正時代後期からは現在のような出前を主とする仕出し店が増えていった。昭和30年代になると皿鉢料理の専門仕出し店が高知県下全域に広がり、食生活の洋食化もあって今日では伝統的な郷土料理とやや趣を異にする、華やかな宴席料理としての皿鉢料理が主となっている。
明治期以降から昭和にかけて、皿鉢料理は土佐の郷土料理として庶民の中に深く定着していった。同じ行事食ながら形式を重んじる本膳料理ではなく、皿鉢料理が受け継がれてきた理由として、共に料理を作る事で互いへの慰労を示し、一つの皿の料理を分け合って食べる事により連帯意識や仲間意識が養われるなど、地域や村落が共同生活を営む上でも極めて有用な「晴れ食」であった事などが挙げられている。

## 皿鉢料理の基本

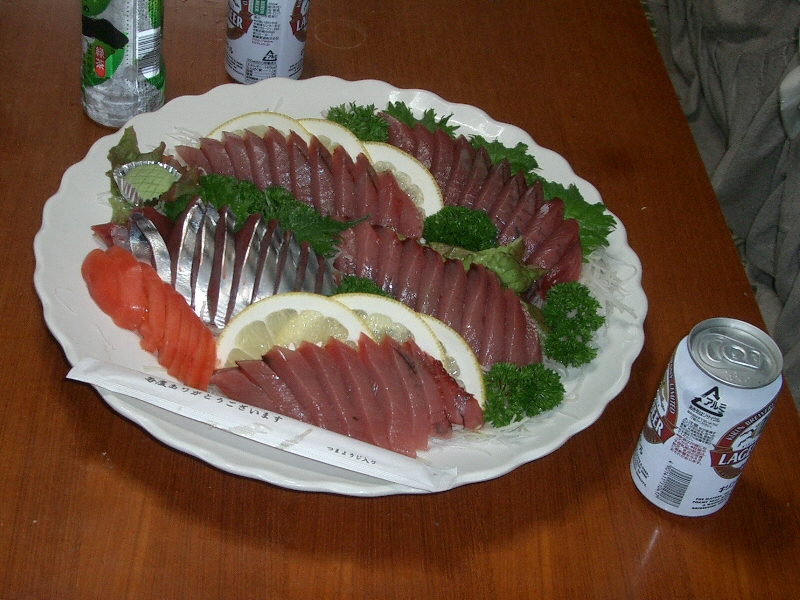
刺身（高知の人間は「なま」と呼ぶ）の皿鉢

高知では刺身を生（なま）と言い、生（なま）を盛った皿鉢と「組み物」の皿鉢、さらに「すし」の皿鉢を加えた三枚が皿鉢料理の一応の基本とされている。宴席が祝宴の場合にはこれに「鯛の活け作り」などが加わる。また季節の皿鉢として、鰹のたたきの皿鉢、鰤のぬたの皿鉢、夏場であれば「そうめん」の皿鉢などが加わる事もある。その上に「組み物」の皿鉢が二枚三枚と加わる事もあれば、少人数の宴席の場合は生（なま）を盛った皿鉢と、「組み物」の皿鉢に「すし」を盛り込んだ二枚で供される事もあり、人数に合わせて臨機応変に供されている。

### 生（なま）

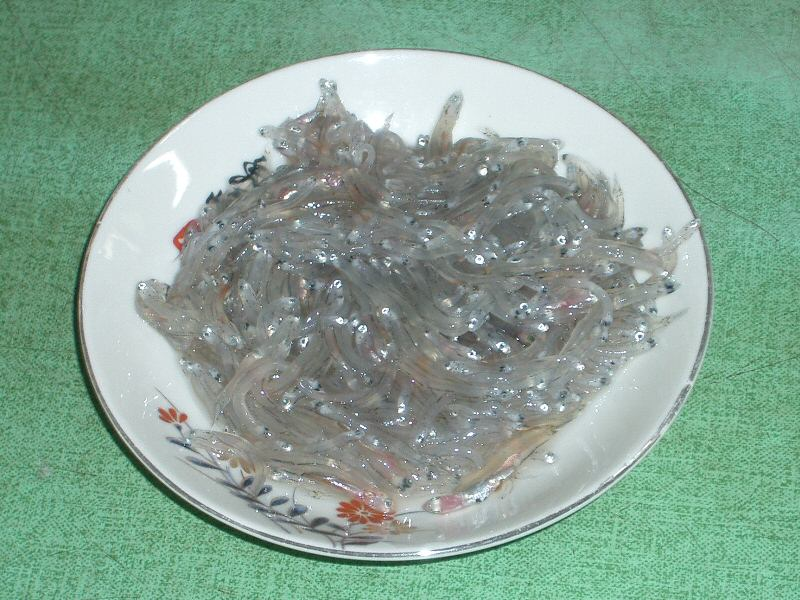
ドロメ：各自が皿に取り酢味噌で食す。これをゆでて干せばちりめんじゃこになる

活魚の刺身を、皿一面並べるのが基本とされていた。「はつ」（キハダマグロまたはメバチマグロ）の赤身の刺身や、春には「ドロメ」（鰯の稚魚）が夏には「ないらげ」（カジキマグロ）の刺身が並ぶ事もあった。季節になれば鰹のたたきが加わり、そのほかシイラや鰤、鯛やカレイなども用いられている。
また、不祝儀の際の生（なま）は活魚の刺身を使わず、豆腐の刺身が用いられていた。

### 組み物
生（なま）の皿鉢に見られるように、明治期になるまでは皿に一種の料理を盛るのが基本だった。これまでに知られている江戸時代の献立の中で1835年天保6年に「組物」という記述も登場するが、共に焼き物料理を盛り合わせたものであり、当時は料理ではなく材料を2種類以上盛り合わせた場合に「組物」と称していたと考えられている。
また、「組み物」という名も地域によって異なり、組み込みや組み皿鉢あるいは組み肴や盛りものなどとも言われている。
「組み物」には、煮物、仕直もの（練りもの）、酢味噌あえ、白あえ、酢の物、焼き物、羊羹、きんとん、季節の果物などが「ハラン」を仕切に盛り合わされる。皿鉢に彩りを添える「ハラン」は明治期に「組み物」が登場して以降、料理の味や香りが移らないために用いられ始めたもので、単なる飾りとしてだけではなく「ハラン」の色が変わる事で料理の傷み具合をはかり、腹痛の際には「ハラン」を噛んで症状を抑えるといった効能から、「組み物」に欠かせないものとして定着していった。盛り合わされた料理の中央を飾る「ハラン」を「縦バラン（親バラン）」と言い、今日では人造ハランが主流だが、精緻な切り込みで細工された下図などが現存する事から、かつては料理人の技量を示すものとして重要視されていたとも考えられている。

### すし
白米と砂糖を用いた「すし」は「晴れ食」に欠かせないものであり、皿鉢料理にも必ず加えられる一品である。鯖の姿ずし、甘鯛の姿ずし、太刀魚のかいさまずし、鯖や鯵のひっつけずし、巻きずし、昆布ずし、いなりずしなど種類も豊富で、このほかにも地域によって特色あるすしが盛り込まれていた。

## 郷土料理としての皿鉢
婚礼や葬式、法事や神祭のほかにも出生の名付けの祝いや節句、新築祝いや六一（ろくいち）と言われる還暦の祝いなど、宴を催すと言えば皿鉢料理であり、何十枚と用意する大きな宴もあった事から、出された皿鉢の枚数を示す事で宴会の規模が解るとも言われていた。
専門店の仕出しが主流となる以前には、行事の度事に手先の器用な者が中心となり近隣が寄り集まって皿鉢料理が作られており、小規模な神祭や仲間内の酒盛りなどの場合は、各々の家の主人が仕入れや調理を行っていた。
また、他に本職を持ちながらも皿鉢料理に造詣が深く料理好きで器用な人がどの地域にも二、三人はおり、「器用やり」とも呼ばれ料理人として冠婚葬祭や講など大勢の客の集う行事の際に雇われては料理の腕を振るってもいた。交通が未発達だった昭和初期頃までは、海岸部や山間部などそれぞれに採れる農水産物の特徴を生かした皿鉢料理があり、「器用やり」の料理人達は先人から伝えられてきた地域ごとの盛り付けに関する決まり事や縁起を重んじ、「組み物」は祝儀の場合は中高に盛り不祝儀の場合には中低に盛る事や、食材を三角に切るあるいは作るといった様々な習俗を守って皿鉢料理を作っていた。
時代が移り、交通網の発達により食材の流通が活発になるにつれ、皿鉢料理の地域的特徴は薄れていった。 昭和30年代以降、「器用やり」の料理人達は徐々に姿を消し、現在では皿鉢料理のほとんどが仕出し店や料理屋など専門家の手で作られている。
かつては皿鉢に欠かせない料理であった「鯛めんの皿鉢」や「蒸し鯛の皿鉢」をはじめ、唐芋に松の枝葉を刺して老松見立てとし生（なま）を盛り合わせた「松の皿鉢」や、カレイの皮を帆に中骨を船体に「はつ」の刺身を波に見立てた「宝船の皿鉢」など、還暦や長寿を祝う皿鉢や、大平に盛られた汁物やぜんざいの皿鉢などは、今ではほとんど見られない伝統皿鉢料理となっている。

### 地域の郷土食
山間地の檮原は、交通事情の関係から長く塩蔵した海の魚しか食べられなかった。塩出しした鯖を工夫して「晴れ食」に用いていたものが、高知のすしの代表にも上げられる「鯖の姿ずし」の原型になったと言われている。
その他、四万十川流域の「焼き鮎のそうめん」や「鮎ずし」、足摺では「もぶりずし」をつわぶきの葉をのせて押し寿司にした「つわずし」をはじめカマスやビダで作る「いおずし」、室戸の「こけらずし」など地域の食材を生かし工夫された料理が皿鉢を彩っていた。

## 現代の皿鉢料理
専門の仕出し店は、宴席を華やかに演出しつつ安価な皿鉢料理を提供する事に工夫を凝らしており、縁起を重んじてきた盛り込みの伝統に拘らない、自由な形の「組み物」が皿鉢料理の主流となっている。さらに、洋風や中華などの料理が家庭生活に浸透していった事が、皿鉢料理を大きく変化させていった。フライや肉料理などが盛り込まれたものや、酢豚や八宝菜といった温かい料理を盛り合わせた「組み物」皿鉢も登場している。
また、婚礼や還暦といった祝宴の際に供されていた「活け作り」の皿鉢は、一層趣向を凝らした華やかなものとなり、鯛ばかりでなく鰹や伊勢エビといった食材も用いられ、皿から大きく躍り出た飾り盛りの「活け作り」が今日の皿鉢料理の象徴ともなっている。

## 各地の鉢盛り料理
皿鉢料理と同様に神饌が元となった料理は全国各地に残っていた。高知県に隣接する愛媛県南予地方・宇和島に今日まで郷土料理として伝わる「鉢盛料理」や「さはち盛」のように、地理的要因や料理の種類において土佐の皿鉢料理との関係を指摘されているものもある。
その他、かつての伝統郷土料理を元にした宴の料理を皿鉢料理として紹介する自治体もある。

### 宇和島の鉢盛料理・さはち盛
宇和島の郷土料理として伝わる「鉢盛料理」は、もてなしのための「晴れ食」である。料理自体は日常馴染んだものだが、用いる素材や分量、そして盛り付けで料理の豪華さを演出する。冠婚葬祭などの行事の際、来客の人数が定かでない場合など、一人一人に供する本膳料理では膳の過不足で不都合を生じる事から、取り分け料理である「鉢盛料理」がもてなし料理として定着した。料理に関して食材からしつらえまで万端を指図する人は「箸取りさん」と呼ばれ、各々の料理は共同体である組内の中で得意な者が分担して調理する。「箸取りさん」は取り分けの給仕も仕切り、来客に好みに合わせて料理が途切れないよう気をくばる。
「鉢盛料理」は一種類の料理が一皿に盛られ、「皿鉢料理」のような「組み物」はほとんど見られない事から、明治期以前の「皿鉢料理」に近いものだとも考えられている。「ふかのみがらし」や、米の替わりにおからを用いた「このしろの丸ずし」、九州伝来を思わせる「佐妻汁（さつまじる）」や「日向飯（ひゅうがめし）」など特色のある料理が大皿で供される一方、「皿鉢料理」に共通するばかりでなく、瀬戸内一帯にまで広く分布する「鯛めん」が欠かせない一品として加わっており、食の伝播を共にしていた事がうかがえる。
また、秋の収穫祭には「さはち盛」という郷土料理が供されていた。大平皿に何種かの料理を形良く盛る事や、料理の数を奇数にするといった決まり事などがあり、「皿鉢料理」の「組み物」に連なる料理ではないかと考えられている。